# 瑞芳李家
瑞芳李家是台灣大家族之一，由今新北市瑞芳區出身的礦業鉅子李建興與其弟李建炎、李建成、李建川（李四川）、李建和等人與後裔組成。李家眾兄弟皆是礦業名人，與基隆顏家並稱。

## 發跡史

### 李建興祖先
李家祖籍福建省泉州府安溪縣歸善鄉依仁里石聖堡廣孝大路厝，李建興曾祖李庇於道光二十年（1840年）五月帶著母親翁氏，子聯霸、聯淵、聯錦遷臺，於瑞芳庚子寮登陸。原本住在淡水廳石碇堡𫙮魚坑庄滴水仔，五年後遷到新寮大尖後。
李聯霸生八子，第七子李百祿（字「伯夷」）為李建興之父。